# Rijnwoude
Rijnwoude était une commune néerlandaise, dans la province de Hollande-Méridionale.
La commune a été créée sous le nom de Rijneveld le 1er janvier 1991, à l'issue de la fusion des communes de Hazerswoude, Koudekerk aan den Rijn et Benthuizen. Le nom actuel a été adopté deux ans après, le 1er janvier 1993.
Rijnwoude était une commune indépendante jusqu'au 1er janvier 2014, date où elle a été fusionnée avec Boskoop dans la commune d'Alphen-sur-le-Rhin.

## Histoire de la commune
La commune a disparu en 2014, à la suite de la fusion avec les communes avoisinantes d'Alphen-sur-le-Rhin et Boskoop. Le nom de cette nouvelle commune restera Alphen-sur-le-Rhin, le nouveau nom étant l'objet d'une querelle entre les trois communes. Boskoop et Rijnwoude optaient pour Rijn en Gouweland (« Terre du Rhin et Gouwe »).
Après avoir accepté également le nom de Rijn en Gouweland, la commune d'Alphen-sur-Rhin a changé d'avis en juin 2012, désirant maintenir le nom d'Alphen aan den Rijn (Alphen-sur-le-Rhin) pour toute la nouvelle commune dès sa formation en 2014. Incapable de résoudre ce différend, la commune de Boskoop a envisagé de faire appel au ministre de l'Intérieur pour trancher, en juillet 2012.

## Jumelages
Carhaix-Plouguer (France)